# Vila Algarve

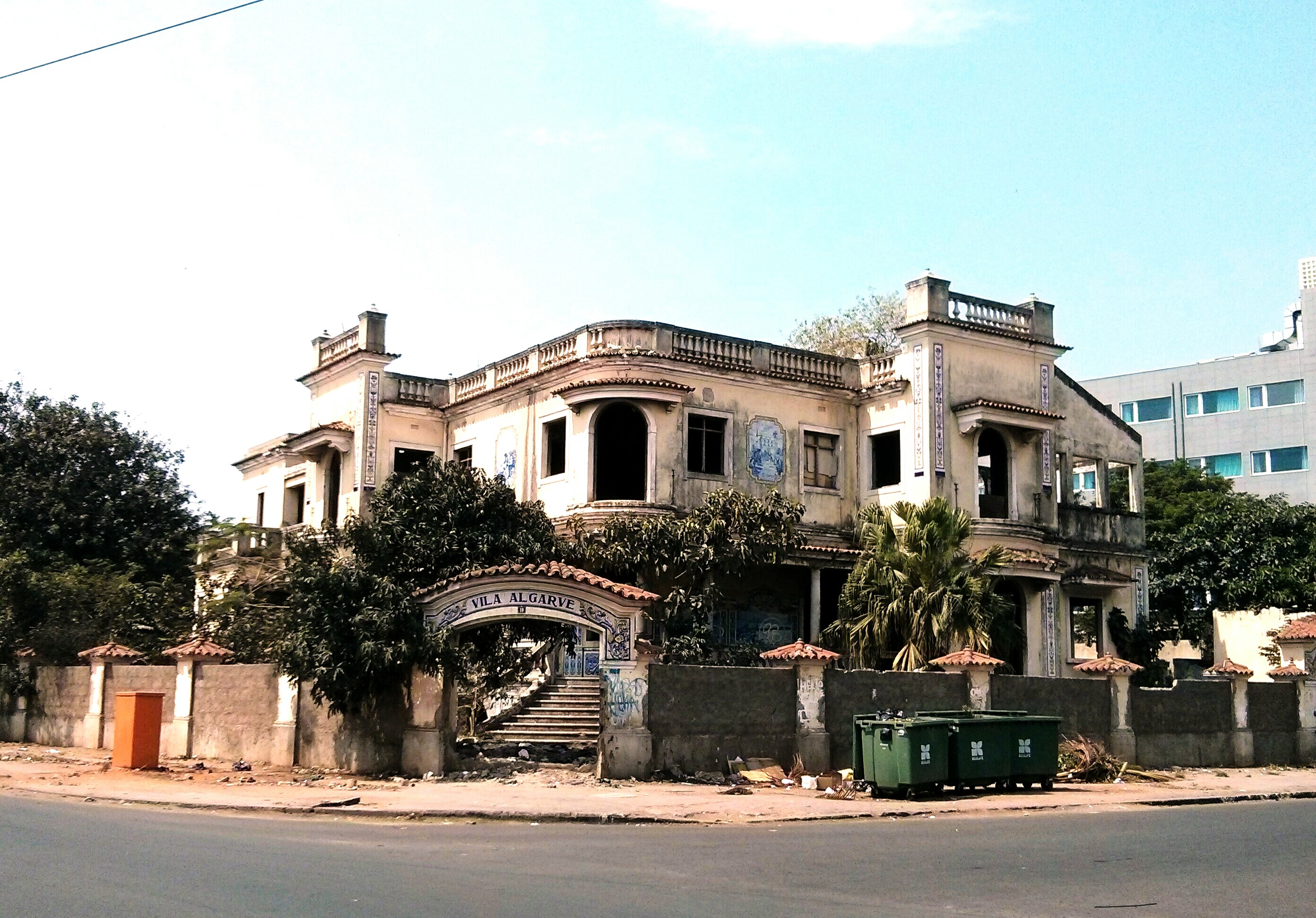
Vila Algarve (2013)

Die Vila Algarve ist ein Wohnhaus in der mosambikanischen Hauptstadt Maputo. Das 1934 errichtete und später denkmalgeschützte Gebäude war zu Ende der portugiesischen Kolonialzeit in Mosambik Sitz der portugiesischen Geheimpolizei PIDE/DGS. Es befindet sich an der Kreuzung Avenida Mártires da Machava / Avenida Ahmed Sekou Touré.

## Geschichte
Das Gebäude wurde 1934 als Wohnstätte von Portugiesen errichtet. Bemerkenswert sind bis heute – neben der historisierenden Architektur – die angebrachten Azulejos, sie gelten als ein seltenes Beispiel naturalistisch dekorierter Fliesen aus der Zeit des beginnenden 20. Jahrhunderts.
Mit dem Beginn der Kolonialkriege in den damaligen portugiesischen Kolonien Guinea, Angola und Mosambik weitete die portugiesische Geheimpolizei PIDE ihre Aktivitäten auf die Territorien der Kolonien aus. Sie beschlagnahmte das Gebäude und richtete dort ihren Sitz ein. Während des Kolonialkriegs wurden viele Widerstandskämpfer in diesem Gebäude gefoltert. Der mosambikanischen Dichter José Craveirinha erzählt von seinen Erlebnissen in dem Haus in drei seiner Werke. Andere bekannte Insassen waren unter anderem Rui Knopfli und Malangatana Ngwenya.
Nach der Unabhängigkeit Mosambiks blieb das Gebäude, auch aufgrund seiner Vergangenheit, leer; unter anderem zogen Wohnungslose dort ein. 1999 erwarb der mosambikanische Rechtsanwaltsverband das Gebäude und plante dort seinen Sitz einzurichten. Die Kosten schätzte der Verband auf 400.000 Euro. Später trat der Verband von seinen Plänen zurück und gab das Gebäude an das Kulturministerium ab. Im Auftrag des Ministeriums für Widerstandskämpfer soll dort ein „Museum über die Befreiung Mosambiks“ eingerichtet werden.
Seit 2011 befindet sich das Gebäude in der Vorauswahl für eine Denkmalliste der Stadt Maputo. In der portugiesischen Denkmaldatenbank Sistema de Informação para o Património Arquitectónico, die auch Werke ehemaliger portugiesischer Kolonien umfasst, ist es mit der Nummer 31730 eingetragen.